# Nemuro (Hokkaidō)
Nemuro (japanisch 根室市, -shi) ist eine Hafenstadt auf der japanischen Insel Hokkaidō. Die Stadt liegt im äußersten Nordosten Japans und ist der Verwaltungssitz der gleichnamigen Unterpräfektur Nemuro.

## Geographie
Nemuro liegt östlich von Sapporo auf der Halbinsel Nemuro am Pazifischen Ozean.

## Geschichte
Nemuro entstand in der frühen Meiji-Zeit durch eine Gruppe der Tondenhei, also einer quasi-militärischen Gruppe, die die neuen wirtschaftlichen Gebiete schützen sollten. Die Stadt dient als Basis für das Fischen von Lachs, Forellen und Krabben. In den letzten Jahren kam auch Milchkuh-Haltung dazu.
Am 11. März 2011 drang ein 2,8 Meter hoher Tsunami infolge des Tōhoku-Erdbebens in den Hanasaki-Hafen der Stadt Nemuro ein. Die Welle überspülte die Ufermauer, überflutete den Hafen und blockierte die Straße mit verstreuten Fischkisten und angespülten Containern.

## Verkehr
Der Bahnhof Nemuro ist die östliche Endstation der von JR Hokkaido betriebenen Nemuro-Hauptlinie; der ebenfalls auf Stadtgebiet gelegene Bahnhof Attoko war früher ein wichtiger Knotenpunkt. Erreichbar ist Nemuro auch über die Nationalstraßen 44 und 243.

## Sehenswürdigkeiten

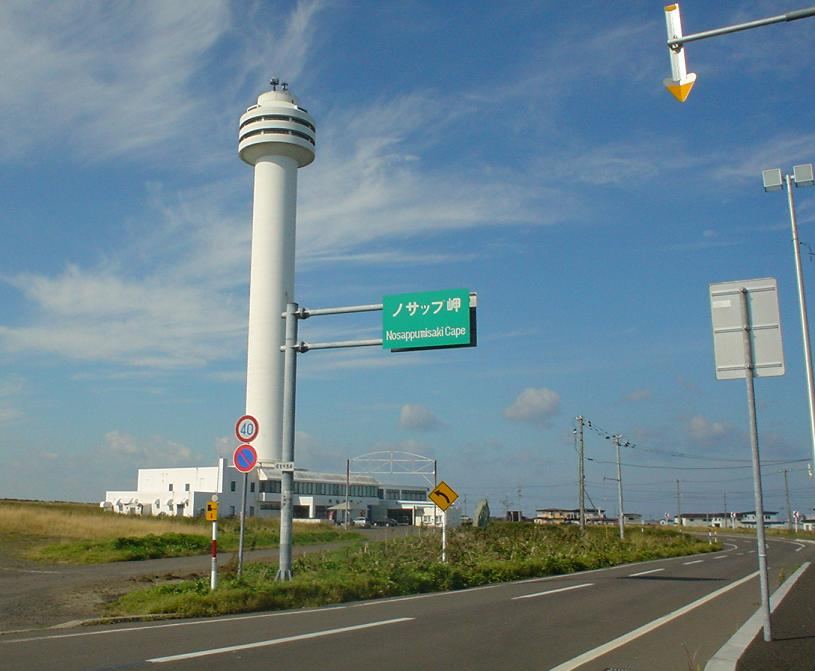
Kap Nosappu

- Kap Nossapu (納沙布岬)

## Städtepartnerschaften
- Sitka, seit 1975
- Kurobe, seit 19. Oktober 1976
- Sewero-Kurilsk, seit 1994

## Persönlichkeiten
- Kimihiro Hamaya (* 1963), Eisschnellläufer

## Angrenzende Städte und Gemeinden
- Bekkai
- Hamanaka